# Vestre Skole (Viborg)
 For alternative betydninger, se Vestre Skole. (Se også artikler, som begynder med Vestre Skole)
Vestre Skole er en folkeskole beliggende på A. S. Ørstedsvej 22 i Viborg. I begyndelsen af 2016 var der 436 elever på skolen. Vestre Skole har elever fra børnehaveklassen til 9. klasse. Den blev indviet i 1935 som Vestre Borgerskole.

## Historie
Skolen blev bygget med 13 klasseværelser i tre fløje i 1935 efter tegninger af arkitekt Søren Vig-Nielsen. Skolen skulle være aflastning for byens største skole, Viborg Borgerskole (Østre Skole) i Rosenstræde. Grunden ”Løgstrups Toft” imellem Skottenborg og A. S. Ørstedsvej blev valgt og de daværende kolonihavehuse blev revet ned. Prisen for bygninger, byggegrund og inventar løb op i 700.000 kroner.
Fra begyndelsen blev 600 af Viborg Borgerskoles 1600 elever flyttet til den nyopførte Vestre Borgerskole. Viborg Borgerskole skiftede herefter navn til Østre Borgerskole. I 1937 besluttede byrådet i Viborg Kommune at der skulle oprettes en mellemskoleafdeling og realklasse. Efter en rivalisering imellem byens 2 skoler, valgt man at Vestre Borgerskole skulle huse den nye afdeling på grund af de nyere faciliteter. Skolen skiftede herefter navn til Vestre Borger- og Realskole. 

### Under besættelsen
Allerede på den første dag af tyskernes invasion og senere besættelse af Danmark under 2. verdenskrig, 9. april 1940, blev Østre Borgerskole beslaglagt af besættelsestropperne. Vestre Borgerskole undslap de første år af krigen. Skolen blev brugt til at byens børn kunne komme og få varmt mad, ligesom skolen som en af de få bygninger i byen havde brændsel til at opvarme lokalerne. Det var masser af tørv på skolens grund der kunne bruges til opvarmning.
Ved krigens afslutning inddrog tyskerne skolens bygninger, da disse skulle bruges som lazaret. Der blev indrettet operationsstuer og sygestuer på skolen. De mange sårede soldater kom fra slagmarken ved Tysklands østlige fronter mod Sovjetunionen. Tyske læger var i aktion døgnet rundt, og patienterne blev oftest transporteret til lazarettet i ly af mørket. Mange af patienterne overlevede ikke, og der kunne ofte ses store stakke af enkle kister ved hovedbygningens indgang, inden de blev transporteret til hjemlandet eller én af de mange krigsgrave i Midtjylland.
Skolens elever blev under beslaglæggelsen kun undervist om eftermiddagen efter en nødplan. Skolen lånte lokaler hos KFUK i Boyesgade 3 (nu HK MidtVest), Viborg Katedralskole og KFUM på Trekronervej (nu Viborg Private Realskole).
Da tyskerne forlod skolen og Danmark efter befrielsen, fandt man amputerede lemmer og sygehussudstyr gravet ned ved nordsiden af hovedbygningen. Noget blev kørt til destruktion og andet blev dækket med læsket kalk. Bygningerne var uskadte efter tyskernes brug, men de blev efterfølgende rengjort og desinficeret.

### 1945 – nu
I perioden efter krigen kom der et øget elevtal til skolen, og i 1949 blev vestfløjen og østfløjen udvidet med flere undervisningslokaler, ligesom skolens anden idrætssal blev tilføjet. Disse udvidelser blev også tegnet af arkitekt Søren Vig-Nielsen.
Elevtallet steg i slutningen af 1950'erne til 1400, hvilket var langt over skolens kapacitet. Selvom Vestre Skole fik lavere elevtal efter at Nordre Skole (1959) og Vestervang Skole (1975) blev opført i byen, blev loftsetagen i 1970 ombygget til 2 formningslokaler, 5 store klasselokaler, flere mindre grupperum og depot. En tandklinik og lægeværelser blev indrettet i kælderetagen. I 1976 indviede man et nyt skolebibliotek, som i dag er revet ned.